# Cerro Pachjiri
El cerro Pachjiri es un cerro de Bolivia, ubicado en el municipio de Chua Cocani de la provincia de Omasuyos en el departamento de La Paz. Es también un importante sitio ceremonial ubicado cerca a las comunidades aymaras de T’ula T’ula y Ajlla. Se encuentra próximo al lago Titicaca, a 92 km de la ciudad de La Paz, y a 8 km de la Ruta 2. El cerro, compuesto principalmente por formaciones rocosas volcánicas, especialmente andesitas grises tiene una altura de 4420 metros sobre el nivel del mar. Es considerado un lugar sagrado de gran relevancia en la cosmovisión aymara y otras culturas que habitaron la región.

## Importancia histórica y cultural
El cerro Pachjiri tiene una larga historia religiosa que se remonta al Formativo Tardío (aproximadamente 100 a. C.). En sus alrededores se han encontrado tiestos cerámicos de distintas épocas, incluyendo la contemporánea, republicana, colonial, y prehispánica, vinculada a las culturas Pacaje y Omasuyos, datado entre 1200 y 1536 d. C.
Considerado como una wak'a, el cerro es un sitio de especial relevancia en la religión aymara, simbolizando la abundancia, la fertilidad, y el poder sagrado de los achachilas (entidades espirituales veneradas en la cultura aymara). Además, está asociado con otros lugares rituales cercanos, como los cerros Jipi, Surukachi, Qapiqi, y Sampakachi, que también tienen una fuerte tradición ritual desde tiempos ancestrales.

## Rituales y ceremonias
El cerro Pachjiri es conocido por los rituales y ofrendas que se realizan en sus altares. Estos rituales están principalmente relacionados con la fertilidad agrícola, la salud y la protección. En particular, las ofrendas se realizan en altares como los de Muerte Calvario, Isp’allas, Rayo y Gloria, entre otros, durante fechas significativas como el mes de agosto. Cada grupo lleva a su propio maestro ceremonial, evitando interferencias entre rituales. La orientación de los altares puede cambiar según el propósito del ritual, abarcando tanto necesidades benéficas como dañinas. El cerro destaca por la variedad de altares que cubren la cosmovisión aymara, integrando lo sagrado y lo terrenal en un mismo espacio ceremonial.
Los rituales incluyen sacrificios animales, aunque también se ha discutido sobre sacrificios humanos, conocidos como wilanchas, que eran realizados para asegurar la fertilidad de los cultivos y el bienestar de las comunidades. El nombre "Pachjiri" significa "el que parte" o "divide", lo cual hace referencia a la presencia de dos cúpulas rocosas que dominan la cumbre del cerro, simbolizando la división sagrada que es crucial en los rituales de abundancia.[cita requerida]

## Potencial turístico y desafíos
A pesar de su gran importancia cultural y religiosa, el turismo en Cerro Pachjiri es limitado. Las autoridades locales han intentado promover el turismo, especialmente durante eventos como el solsticio de invierno, pero el impacto de la presencia humana no controlada podría desestabilizar los rituales y tradiciones locales.[cita requerida]
La comunidad aymara, especialmente los yatiris (maestros rituales), ha expresado su preocupación sobre el impacto del turismo masivo en las prácticas rituales y en la espiritualidad asociada al cerro. El sitio ha enfrentado varios desafíos en cuanto a conservación debido a la acumulación de desechos, como botellas de plástico y ropa abandonada por visitantes. Estos residuos, además de afectar la estética del lugar, también suponen un riesgo para las fuentes de agua cercanas y la salud del ganado local.[cita requerida]

## Contexto sociocultural y legado
El primero de agosto el cerro se convierte en un epicentro ceremonial donde familias y yatiris de diversas procedencias se congregan para realizar ofrendas en sus altares. Este evento destaca por la convivencia entre diferentes participantes: comerciantes de Achacachi, residentes urbanos de La Paz y El Alto, transportistas aymaras de Oruro y personas sin vínculos previos con la región. Aunque el cerro tiene un papel tradicional en los rezos y la iniciación de maestros ceremoniales, su popularidad urbana ha crecido gracias a los medios de comunicación. Las plegarias suelen centrarse en el éxito económico, reflejando necesidades urbanas y rurales adaptadas al contexto moderno. El Pachjiri ha sido escenario tanto de rituales tradicionales como de actos políticos, especialmente durante los años 90, cuando movimientos indigenistas promovían la recuperación de los ayllus y las estructuras ancestrales frente a los sindicatos campesinos.
El cerro Pachjiri continúa siendo un lugar de iniciación para los yatiris, quienes realizan allí rituales de sanación y fortalecimiento espiritual. Estos rituales son fundamentales para la relación de los aymaras con sus entidades tutelares y son esenciales para el ciclo agrícola y las cosechas. A lo largo de los años, este sitio ha adquirido relevancia en los movimientos de reivindicación cultural de los pueblos aymaras, y es considerado como uno de los centros ceremoniales más importantes en el Altiplano y la cuenca del Titicaca.[cita requerida]